# Cryptocentrus russus
Cryptocentrus russus är en fiskart som först beskrevs av Cantor, 1849.  Cryptocentrus russus ingår i släktet Cryptocentrus och familjen smörbultsfiskar. Inga underarter finns listade i Catalogue of Life.